# ヴァレリー・レオンティエフ
ヴァレリー・ヤコヴレヴィッチ・レオンティエフ(Valery Yakovlevich Leontiev、ロシア語: Вале́рий Я́ковлевич Лео́нтьев、1949年3月19日-)は、ロシア・ソビエト連邦社会主義共和国コミ共和国ウスチ＝ウサ出身の歌手。1990年代初頭に人気を得ていた。1996年3月9日にロシア人民芸術家の栄誉称号を受勲。ロシアの音楽において最も偉大な人物の1人として知られる。数十年に渡るキャリアにおいて、30枚以上のアルバムを製作し、その多くが100万枚以上の売り上げを記録した。

## 生い立ち
歌手として有名になる以前、彼は過酷な子供時代を経験し、両親との確執もあった。彼の元々の夢は海洋学者であったが、不幸なことに大学の入学試験に落第してしまった。そこで彼はSyktyvkarに進学し、歌手を目指した。有名になる前、彼はEchoと呼ばれる交響楽団に所属していた。
彼はサンクトペテルブルクのOktyabrskiy Big Concert Hall等、歴史的な名所で歌うことを始めた。ゴーキー交響楽団に加わるようになると、急に売れ出した。大衆が彼のスタイルと歌唱を認識し始めて彼の音楽に夢中になり、レオンティエフはスターダムを駆け上がった。この時以来、彼は国中、次いでヨーロッパ中、世界中をツアーで回るようになった。1987年に彼はInstitute of Cultureを卒業し、Merited Artist of Ukraineの称号も獲得した。世界の音楽賞を多数受賞し、世界でも有名になった。

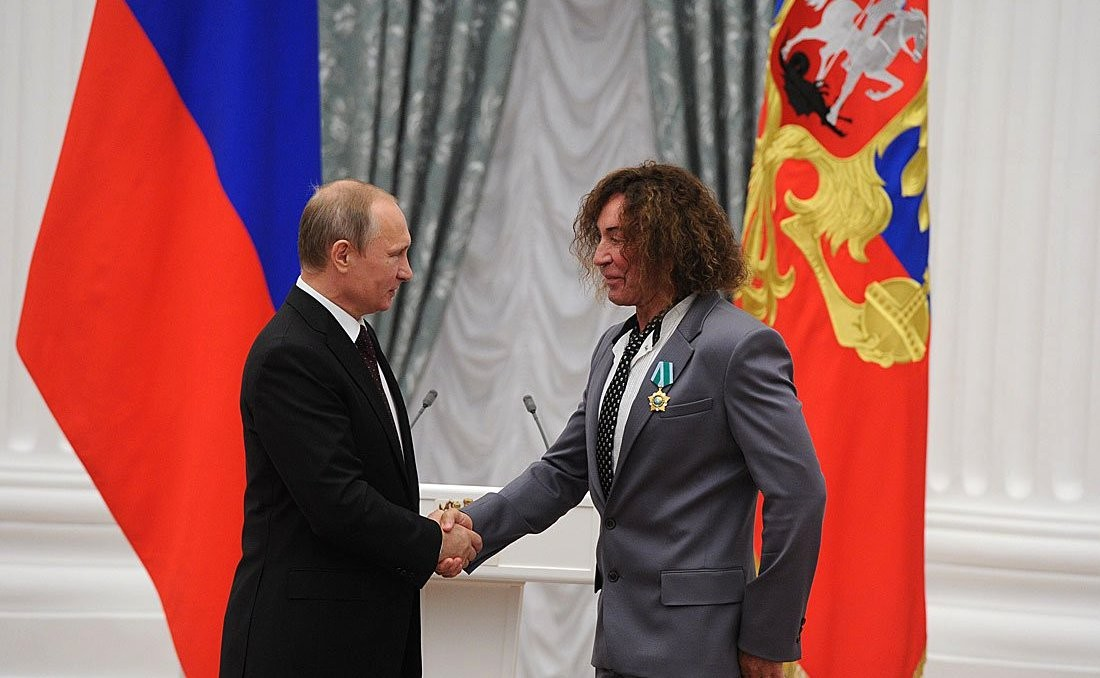
勲章式にて

Time誌は1981年のエレバンでのコンサートで、彼のパフォーマンスについて「ミック・ジャガーとミハイル・バリシニコフの中間のようだ」と論評している。

## 作品

### アルバム
- 1983年 "Muse"
- 1984年 "Dialogue".
- 1984年 "Premiere"
- 1986年 "Disco club 16 B"
- 1986年 "Velvet season"
- 1987年 ≪Valeri LEONTJEV≫
- 1988年 "I am - just a singer"
- 1990年 "A matter of taste"
- 1990年 "Wicked Way"
- 1993年 "Night "
- 1993年 "Last night"
- 1993年 "Full Moon"
- 1994年 "Touch"
- 1994年 "At the gate of the Lord"
- 1995年 "On the road to Hollywood"
- 1997年 "Santa Barbara"
- 1999年 "rope-dancer"
- 1999年 "Everyone wants to love"
- 2001年 "Augustine"
- 2003年 "Maple Leaf"
- 2004年 "Night Call"
- 2005年 "I fall into the heavens ..."
- 2008年 "in Recital Concert Hall≫ (DVD)
- 2009年 "The years of wandering"
- 2011年 "The Artist"
- 2014年 "Love-trap"
- 2017年 "This is Love"
- 2019年 "I'll Be Back"